# Шадманов, Улугбек Миррустамович
Улугбек Миррустамович Шадманов (6 сентября 1985, Ташкент, Узбекистан) — узбекский предприниматель, основатель и бенефициар ряда компаний в строительной и промышленной сферах в Центральной Азии. Является основателем и владельцем United Cement Group (UCG), крупнейшего производителя цемента в Центральной Азии. Согласно заявлению адвоката, Улугбек Шадманов был арестован в январе 2025 года в Дубае, ОАЭ. Также он фигурирует среди бенефициаров компании Amanat Group Limited в материалах о финансовых махинациях мировых лидеров «Pandora Papers» 2021 года. 

## Биография
Улугбек Шадманов родился 6 сентября 1985 года в Ташкенте. Отец — Шадманов Миррустамович Вахидович, инженер-строитель, работал руководителем строительных предприятий, заместителем председателя правления корпорации Ташкентской финансово-строительной корпорации «Ташжилинвестстрой» и первым заместителем председателя компании «Узстройматериалы». Мать — Шадманова Адолат Усмоновна.
Учился в средней школе №91 в Ташкенте, которую окончил в 2001 году с отличием. В том же году поступил в Ташкентский государственный экономический университет на факультет банковского дела. В 2005 году получил степень бакалавра, а в 2008 году — степень магистра по направлению «таможенное дело».
Трудовую деятельность начал в 2004 году в компании «Grand Qurilishindustriya», где работал менеджером брокерской конторы до 2005 года.
В 2005 году перешел на работу в АО «TURON MARKAZ QURILISH» на должность мастера КБ-1.
В 2006—2011 годах занимал должность менеджера брокерской конторы и менеджера по маркетингу в ООО СПГ «Grand Qurilishindustriya».
С 2011 по 2016 год занимал пост финансового директора в ООО «Parma Servis».
С 2016 года начал заниматься предпринимательской деятельностью в сфере строительства объектов.
По состоянию на 2025 год Шадманов является владельцем (UBO) Amanat Group DMCC (100 %, ОАЭ, Дубай), владеющая СП ООО «Havas Food» (33,7 %, Узбекистан). Также он является учредителем и соучредителем компаний ООО «United Cement Group» (100 %, Узбекистан); ООО «Parma Servis» (99,3 %, Узбекистан); ООО «East Wave Impeks» (87 %, Узбекистан) и ООО «avoyo'l Trans» (1 %, Узбекистан).
Согласно заявлению адвоката, Улугбек Шадманов был арестован в январе 2025 года в Дубае, ОАЭ  где он проживал благодаря «золотой визе» за инвестиции. В январе Шадманова без решения суда экстрадировали в Узбекистан. Защита утверждает, что задержание было произведено без законных оснований и в нарушение процессуальных норм. Арест произошёл на фоне деловых споров и усилившегося давления на предпринимателей из региона.

### United Cement Group
В 2005 году, в 20-летнем возрасте, Улугбек Шадманов основал United Cement Group (UCG). UCG была зарегистрирована на Кипре и полностью принадлежит Шадманову, являясь офшорной структурой для управления его цементными активами. За последующие годы UCG стала крупнейшим производителем цемента в центральноазиатском регионе. Штаб-квартиры группы расположены в Ташкенте и Алматы, а в состав компании входят шесть крупных заводов: в Узбекистане это акционерные общества «Кызылкумцемент», «Бекабадцемент», «Кувасайцемент» и «Кварц», а в Кыргызстане — Кантский цементный завод и ООО «Технолин». По состоянию на начало 2020-х годов совокупная производственная мощность предприятий UCG достигала 10 миллионов тонн цемента в год, а доля компании оценивалась примерно в половину цементного рынка Узбекистана. В 2022 году UCG приобрела государственный пакет акций АО «Кызылкумцемент» за 1,89 трлн сумов (около $175 млн) в рамках программы приватизации. Продукция UCG используется в крупных инфраструктурных и строительных проектах по всему региону.
В 2022 году компания United Cement Group приобрела 86,92% акций АО «Кызылкумцемент» в рамках приватизационной сделки, проведённой в соответствии с Указом Президента Узбекистана от 27 октября 2020 года «О мерах по ускорению реформирования государственных предприятий и приватизации государственных активов». Финансовым консультантом сделки выступила международная консалтинговая компания Deloitte, а международная юридическая фирма Dentons оказывала правовую поддержку продавцу. Оценка государственного пакета акций была выполнена компанией Grant Thornton. Условия сделки предусматривали сохранение численности сотрудников и уровня заработной платы, реализацию экологической модернизации, поддержку социальных проектов в Навоийской области, а также содействие в организации спортивных мероприятий в регионе.
В рамках корпоративных инициатив Шадманов внедрил в United Cement Group регулярную программу «Месяц охраны здоровья и безопасности», направленную на повышение благополучия сотрудников посредством ежегодных медицинских осмотров и персонализированных консультаций по вопросам здоровья.

#### АО «Кувасайцемент»
АО «Кувасайцемент» — одно из крупнейших предприятий цементной промышленности Узбекистана, расположенное в городе Кувасай Ферганской области. Основанное в 1933 году, предприятие имеет производственную мощность до 1 миллиона тонн цемента в год. С начала 2000-х годов входит в состав холдинга United Cement Group (UCG), объединяющего ряд цементных предприятий Центральной Азии.
В мае 2025 года в СМИ появились сообщения о возможной смене собственника предприятия, в частности — о передаче долей американской компании Onevizion Inc. Однако АО «Кувасайцемент» официально опровергло данные сведения, заявив, что структура собственности остаётся неизменной: контроль над предприятием осуществляет UCG через аффилированные структуры Raybird, Raycross и Rayblock.
Альтернативные источники утверждали, что доли в предприятии могли быть переоформлены после ареста владельца UCG Улугбека Шадманова. Согласно данным портала myorg.uz, часть акций была зарегистрирована на компании Onevizion Inc. (43,7%) и Afc. Af Limited (9,6%).

#### Стекольный завод «Кварц»
Стекольный завод «Кварц» — крупнейшее стекольное предприятие Центральной Азии, также расположенное в городе Кувасай. Ранее контролировался United Cement Group через АО «Кувасайцемент». В феврале 2023 года государственный пакет акций завода (89,78 %) был продан АО «Кувасайцемент» за 265 млрд сумов (примерно 23,38 млн долларов США по курсу на тот момент) с условием трёхлетней рассрочки.
Однако в связи с нарушением условий оплаты договор купли-продажи был расторгнут, и 14 февраля 2025 года завод был возвращён в госсобственность. Агентство по управлению государственными активами Узбекистана подчёркивало, что это не является актом национализации, а представляет собой юридически оформленный возврат в рамках невыполненного контракта.

### Международные проекты
Помимо цементного бизнеса, Шадманов создал компанию Amanat Group DMCC в Дубае, диверсифицируя активы в сферу розничной торговли, консалтинга и проектов в химической промышленности (Amanat Group). В конце 2010-х годов предприниматель перенёс часть деятельности за рубеж: Шадманов проживал в Объединённых Арабских Эмиратах и получил статус обладателя «золотой визы» ОАЭ. Находясь в Дубае, он активно вкладывался в экономику этой страны и управлял международными проектами, сохраняя при этом контроль над предприятиями UCG на родине. Для структурирования зарубежных инвестиций Шадманов использует офшорные компании: в частности, UCG зарегистрирована на Кипре, а его имя фигурирует среди бенефициаров компании Amanat Group Limited в материалах «Pandora Papers» 2021 года.

## Личная жизнь
Женат, имеет двоих детей.